# 三田市立あかしあ台小学校
三田市立あかしあ台小学校（さんだしりつ あかしあだいしょうがっこう）は、兵庫県三田市あかしあ台二丁目にある公立小学校。

## 沿革
- 1990年 - 開校[1]

## 校区
- あかしあ台
- さくら坂

## 卒業後の進路
- 三田市立ゆりのき台中学校

## 校区が隣接している学校
- 三田市立ゆりのき台小学校
- 三田市立けやき台小学校
- 三田市立すずかけ台小学校
- 三田市立富士小学校